# 김태환 (야구인)
김태환(1985년 3월 30일 ~ )은 대한민국의 전 야구 선수다. 은퇴 후 경민중학교 야구부의 초대 감독을 역임했다.

## 출신 학교
- 청원고등학교 (서울)

## 등번호
- 59 (2005-2008)